# لیکوی هرتلاب
لیکوی هرتلاب (نام علمی: Turdoides hartlaubii) نام یک گونه از سرده لیکوها است.